# Александър Йорганджиев
Александър Тодоров Йорганджиев е български виолончелист, музикален педагог и диригент. Един от родоначалниците на музикалния живот и професионалната музика в град Русе.

## Биография
Александър Йорганджиев е роден на 25 юли 1879 в Русе в семейството на известен строителен предприемач. По-големият му брат Аспарух учи във Виенската академия и става концертмайстор на Петербургския симфоничен оркестър. Десетгодишен Александър вече проявява отличен музикален слух и талант да свири на китара. После учи виолончело при чешките капелмайстори Щрос и Кубичек от русенския военен духов оркестър. Бързо овладява техниката на инструмента и през 1902 година е назначен за солист-виолончелист в софийския Гвардейски оркестър, тогава под диригентството на Алоис Мацак. 
От 1904 до 1908 година следва във Висшия отдел на Букурещката консерватория, специалност виолончело в класа на Константин Димитреску. След завръщането си в България за кратко работи в новосъздадената Българска оперна дружба, но скоро се премества в Русе, отклонявайки поканите да стане концертмайстор на Операта и преподавател в Частното музикално училище.
От 1908 до 1941 година Александър Йорганджиев развива в Русе разнообразна концертна, педагогическа и обществена дейност, заставайки начело на музикалния живот в града. Заедно с диригентите Тодор Хаджиев и Михаил Константинов основават първото музикално училище в Русе. Преподава в елитната Първа мъжка класическа гимназия „Княз Борис I“. Сред учениците му са изтъкнати музиканти като Стоян Брашованов, Панайот Димитров, Георги Златев-Черкин, Ото Либих, Константин Попов, и други. Утвърждава се като един от водещите концертни изпълнители в България от първата четвърт на 20 век. В трио със Саша Попов и Андрей Стоянов участва в две поредни години във Варненските музикални празници.
През 1913 – 4 година заедно с музикалното дружество „Лира“, Йорганджиев поставя основите на симфоничните концерти в Русе. Основаният симфоничен оркестър на „Лира“ изпълнява множество творби от Бетовен, Чайковски, Шуберт, Дворжак, Хайдн, Менделсон, Моцарт и други класически автори. Концертира самостоятелно и съвместно с български изпълнители и гост-музиканти от Прага, Букурещ, Братислава и Будапеща.
В продължение на много години е и диригент на хора към русенската катедрала „Света Троица“, с който през 1910 година печели награда на Хоровия събор в Силистра.